# بيرسيوس (صاروخ)
بيرسيوس (بالإنجليزية: Perseus أو CVS401)‏ (وتعود التسمية على اسم البطل اليوناني بيرسيوس) هو صاروخ كروز (جوال) أسرع من الصوت. وهو قيد التطوير من قبل إم بي دي إيه بالتشاور مع البحرية الملكية والقوات البحرية الفرنسية.

كُشف عن الصاروخ أول مرة في معرض باريس الجوي 2011.

صاروخ بيرسيوس هو في المقام الأول صاروخ أرضي يطلق من سطح الأرض، كما يتم إطلاقه من الغواصات ، وقد تم بناؤه حول هيكل طائر متطور ورشيق وشبحي. وقد أُطلق مشروع إنجلو-فرنسي مشترك لتطوير الصاروخ، بهدف الاستعاضة عن صواريخ هاربون وإكسوسيت بحلول عام 2030.

## الخصائص

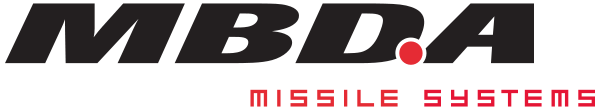

تصف إم بي دي إيه MBDA صاروخها بيرسيوس بأنه «نظام سلاح فريد متعدد الأدوار ومتعدد منصات الإطلاق» حيث سيتم دمجه في جميع منصات الأسلحة الرئيسية مثل: السفن الحربية، والغواصات والطائرات، والمنصات الأرضية.

ومن المخطط أن يمتلك الصاروخ الشبحي بيرسيوس قدرات مماثلة للصاروخ براهموس ، حيث تصل سرعته خلال 300 كلم إلى 5 ماخ. ويتم الدفع فيه بواسطة محرك نفاث تضاغطي.
يصل طول الصاروخ إلى 5 أمتار ويبلغ وزنه حوالي 800 كيلو جرام ، مع حمولة رؤوس حربية أحدها رئيسي ويزن 200 كيلوجرام وآخران يبلغ وزن كل منهما 50 كيلو جراما يمكنهما إما الإسهام مباشرة في الاستهداف الكلي أو طردهما جانبياً قبل أن يصل الصاروخ إلى هدفه، محدثةً تأثير الذخائر العنقودية.

وتسمح هذه الميزة الفريدة لصاروخ برسيوس واحد، إما بضرب عدة أهداف في نفس المنطقة من مسرح العمليات أو بضرب هدف كبير واحد (كحاملة طائرات مثلاً) في عدة مناطق مختلفة -من بدن أو سطح الهدف- في وقت واحد، وذلك بهدف تعظيم الضرر.

وفي هذه الحالة ، يمكن اختيار نمط هجوم خطي ، تقوم الذخيرة بضرب المقاطع الأمامية والمركزية والخلفية في وقت واحد. أما إذا كان الانفجار الأحادي مطلوباً، فسيبقى الرأسان الثانويان على متن الصاروخ الأم لإضافة تأثير إنفجارى هائل إلى الرأس الحربي المركزي.

ويتوقع أن يمتاز الصاروخ بنهجين مختلفين للهجوم: نهج مرتفع High-altitude approach يتبع عند الاشتباك مع أهداف أرضية، ونهج على ارتفاعات منخفضة للتعامل مع التهديدات السطحية مثل السفن الحربية المعادية وهو مايعرف بنهج «قشط البحر» وينتهي بما يعرف بالنهج المنبثق Pop-up.

ولن تسمح مناورة «قشط البحر أعلى قمة الموجة» متبوعًا بمناورة منبثقة إلا بوقت استجابة يقدر بثلاث ثوانٍ بالنسبة للسفن الحربية المعادية.

## المشغلين المحتملين
فرنسا

القوات الجوية الفرنسية

القوات البحرية الفرنسية

 المملكة المتحدة

سلاح الجو الملكي البريطاني

البحرية الملكية البريطانية

## روابط خارجية
فيديو شركة MBDA حول الصاروخ